# Volta Ciclista a Chiloé
La Volta Ciclista a Chiloé és una competició ciclista per etapes que es disputa a Xile, dins la província de Chiloé. La primera edició es va disputar el 2016 i fins al 2019 no fou oberta als ciclistes professionals, moment en què passà a formar part del programa de l'UCI Amèrica Tour, amb una categoria 2.2. Germán Bustamante fou el primer vencedor, mentre Óscar Sevilla n'ha estat el darrer.
Les edicions del 2020 i 2021 foren anul·lades per la Pandèmia de COVID-19.

## Palmarès
| Any  | Vencedor                    | Segon                  | Tercer               |         |
| ---- | --------------------------- | ---------------------- | -------------------- | ------- |
| 2016 | Germán Bustamante           | Sebastián Reyes        | Martín Westermeyer   |         |
| 2017 | José Luis Rodríguez Aguilar | Antonio Cabrera Torres | Edison Bravo         |         |
| 2018 | Matías Arriagada            | Gastón Javier          | Adrián Alvarado      |         |
| 2019 | Óscar Sevilla Rivera        | Pablo Alarcón Cares    | Fabio Duarte Arévalo |         |
| 2020 | suspesa                     | suspesa                | suspesa              | suspesa |
| 2021 |                             |                        |                      |         |